# Vyšehněvice
Vyšehněvice település Csehországban, a Pardubicei járásban. Vyšehněvice Rohovládova Bělá, Sopřeč, Voleč, Vlčí Habřina és Žáravice településekkel határos. Lakosainak száma 259 fő (2024. január 1.).

## Népesség
A település lakosságának változását az alábbi diagram mutatja:
| Lakosok száma | 365  | 380  | 368  | 267  | 210  | 215  | 237  | 255  | 249  | 259  |
|               | 1869 | 1900 | 1921 | 1961 | 1980 | 2011 | 2016 | 2019 | 2021 | 2024 |